# Hysterostomella
Hysterostomella — рід грибів родини Parmulariaceae. Назва вперше опублікована 1885 року.